# Monte Águila
Monte Águila è una località cilena situata nella Regione del Bío Bío, nel comune di Cabrero.

## Popolazione
Composto da una popolazione di 6.574 abitanti.

## Storia
La storia risale dall'esistenza di mapuche e Araucan, raggruppati nella zona di Monte Aquila, appartenente alla subdelega di Yumbel. Nel 1852, questo gruppo di indigeni, guidati da Lonco Gnancomawuida, è costretto a lasciare il paese a causa di legge colonizzazione, ordinata dal governo di Manuel Montt, perché siamo stati colonizzati da immigrati tedeschi, guidati da Hans Frank e Martin Worman. Un evento importante nella formazione del Monte Aquila, fu la costruzione Ferrovie dello Stato nel 1864. Dopo la guerra del Pacifico (1880), la città funge da trasporto e la spedizione di armi e futuri soldati che sono stati trasportati in carrelli e vagoni ferroviari. Già nel 1887, un collegamento commerciale tra il Monte Aquila e la città di Neuquen in Argentina, che durò fino al 1968, un periodo in cui ci fu un grande sviluppo economico e sociale per il Monte Aquila è stato creato. Una chiave per il consolidamento del Monte Aquila come un simbolo della città, fu la costruzione del ramo, che univa la città con Polcura. La ferrovia trans-andina, la cui costruzione iniziò nel 1905, è stato finanziato dalla Porfirio Ahumada, un cileno Corsini nazionale e partner (Argentina), Carlos Viel (ingegnere) Martin Worman e Horacio del Río. Non c'è dubbio che questa chiave nella formazione del Monte Aquila attualmente permette alla città di consolidare e ottenere una rapida crescita, che lo rende uno sviluppo sociale e culturale. Tuttavia, nonostante questi dati, le vere origini di questa città sono piuttosto recenti, come alcune fonti, come ad esempio il libro "Cabrero, una aproximación histórica", il che dimostra che l'area dove ora sorge il Monte Aquila non ha mostrato di essere abitata prima del XIX secolo.

## Amministrazione
La città è amministrata dal comune di Cabrero, come città, ed è regolata dalle leggi e progetti Biobio Provincia, alla quale appartiene. Da notare che, fino al 1974, il Monte Aquila è stato somministrato dal Comune di Yumbel, sotto il titolo di sub-delega.

## Galleria d'immagini

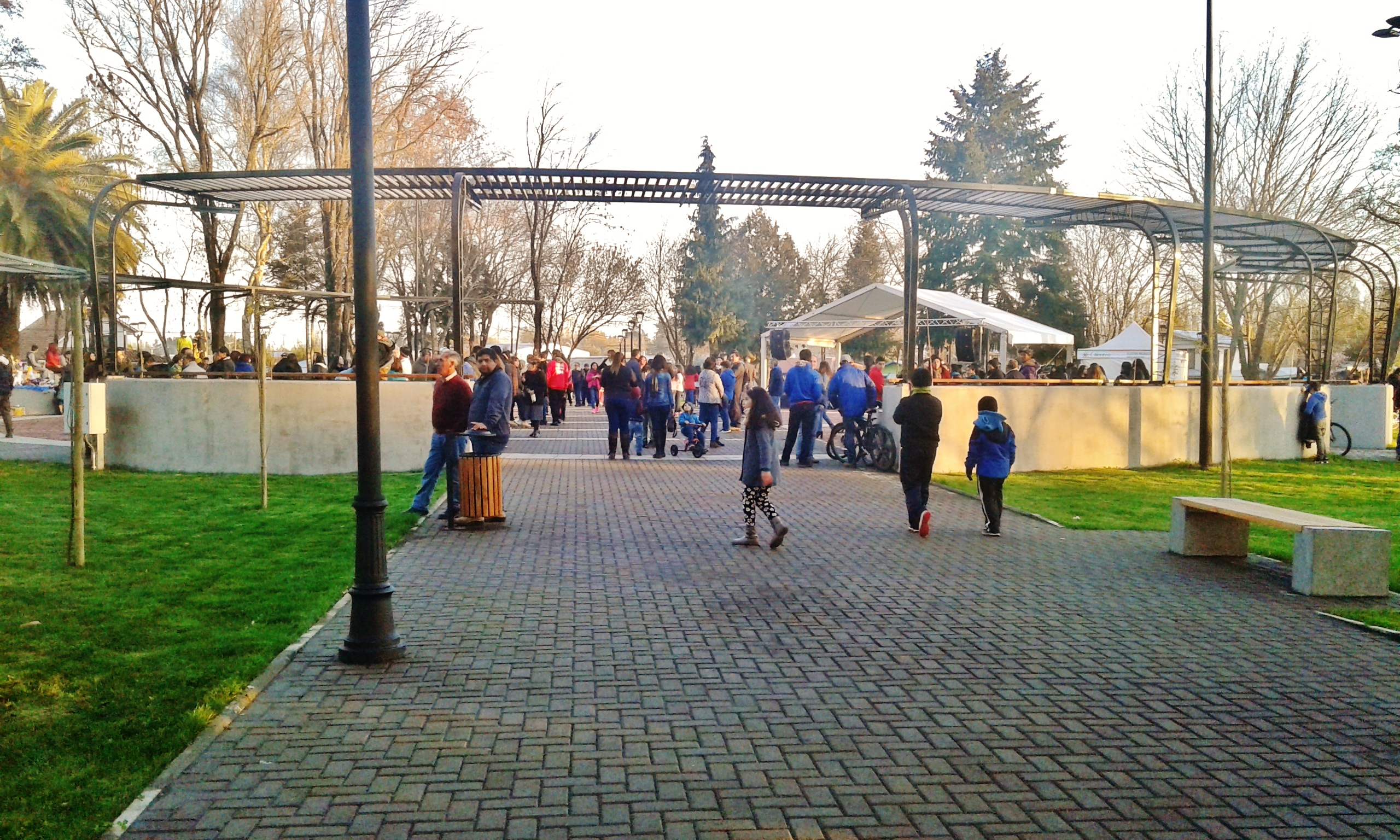
Ingresso alla piazza principale.
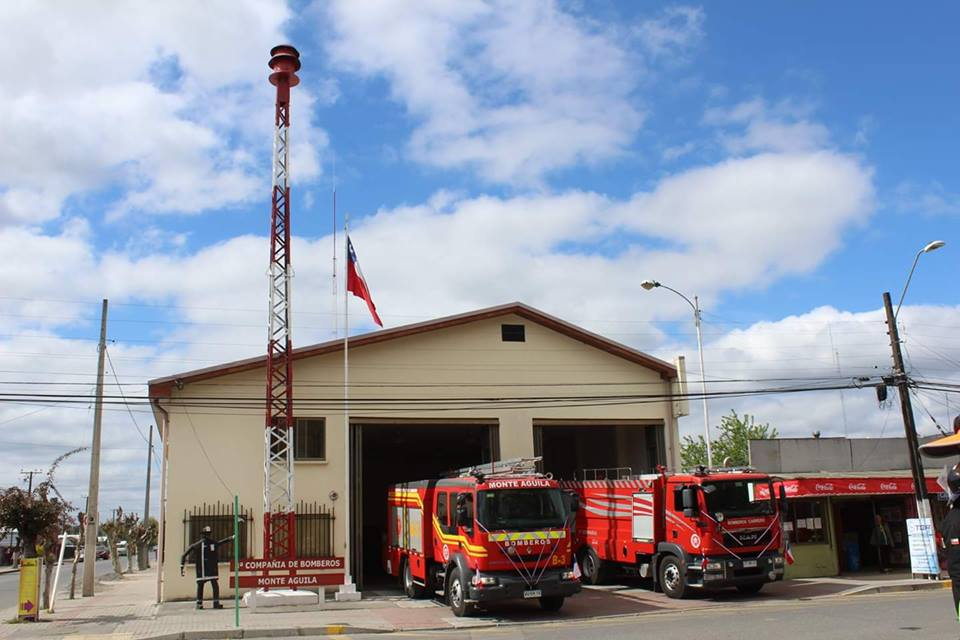
Terza caserma dei pompieri Cabrero, situata a Monte Águila.
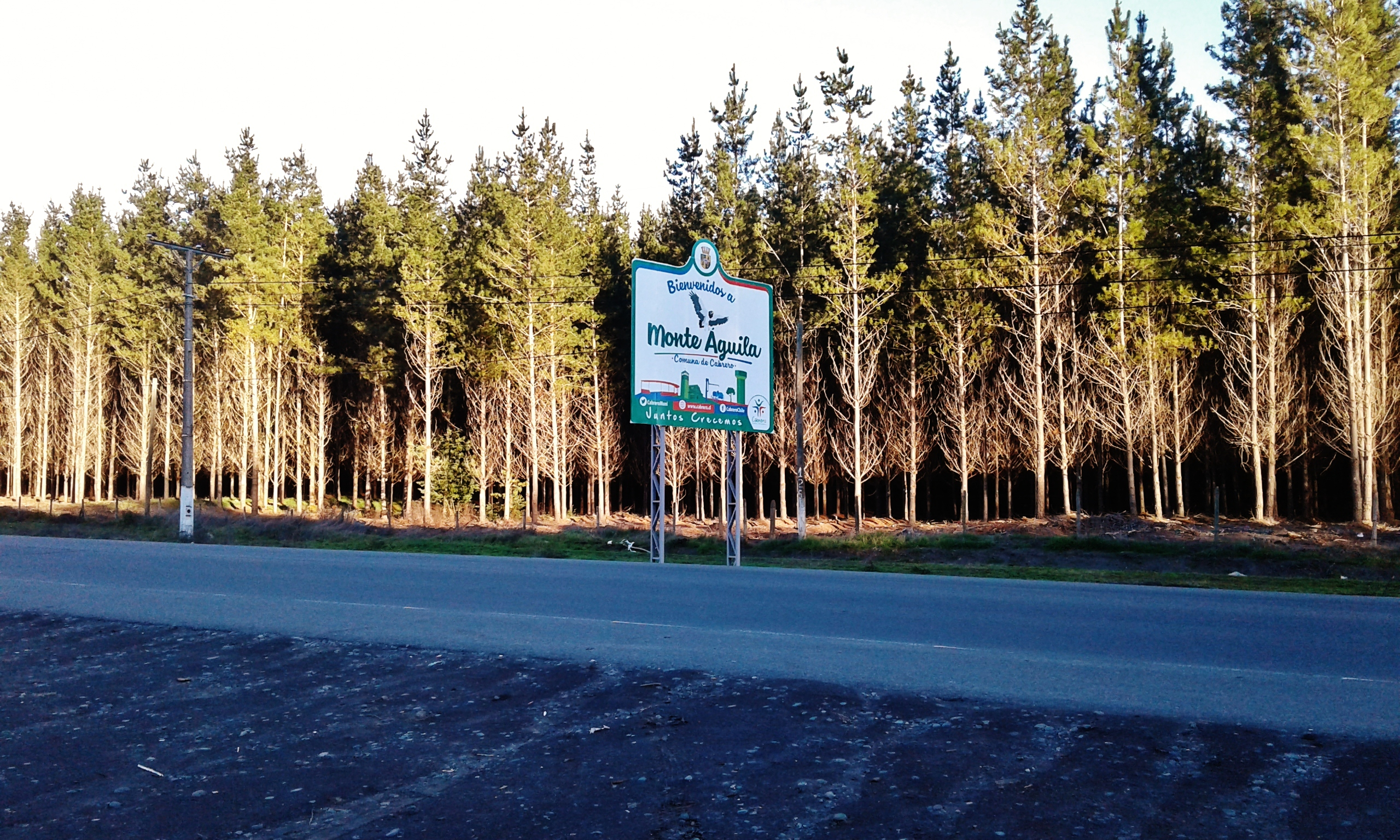
Ingresso della città da Yumbel.
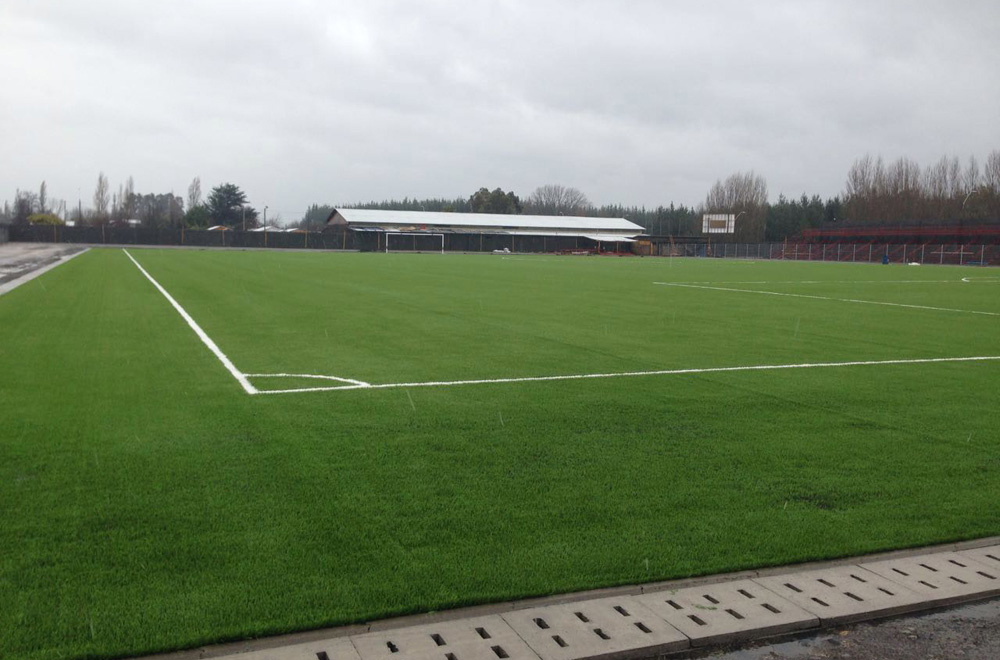
Stadio di calcio del Monte Águila.
Sfilata Fiestas Patrias.
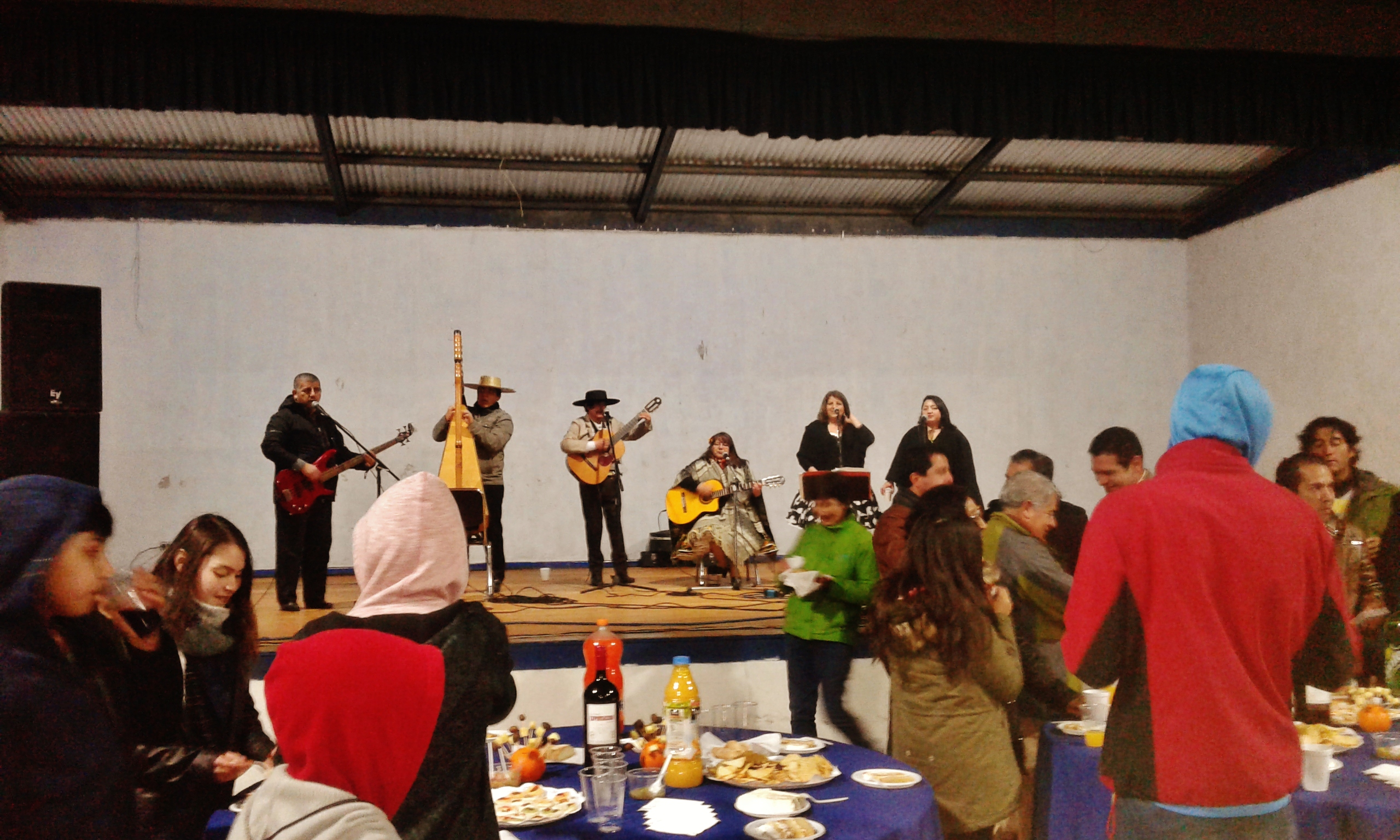
Palestra di Monte Águila.
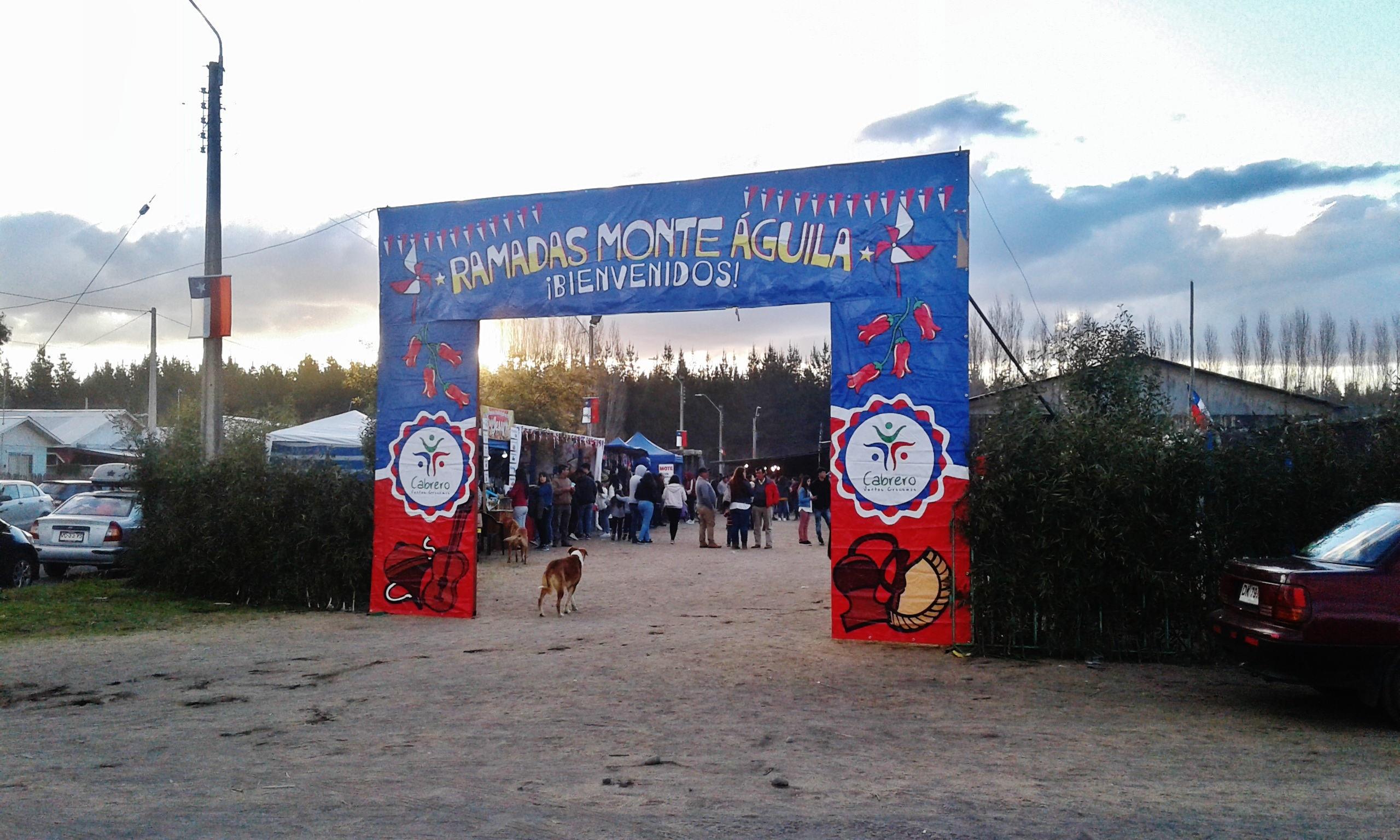
Complesso sportivo del Monte Águila nel mese di settembre.
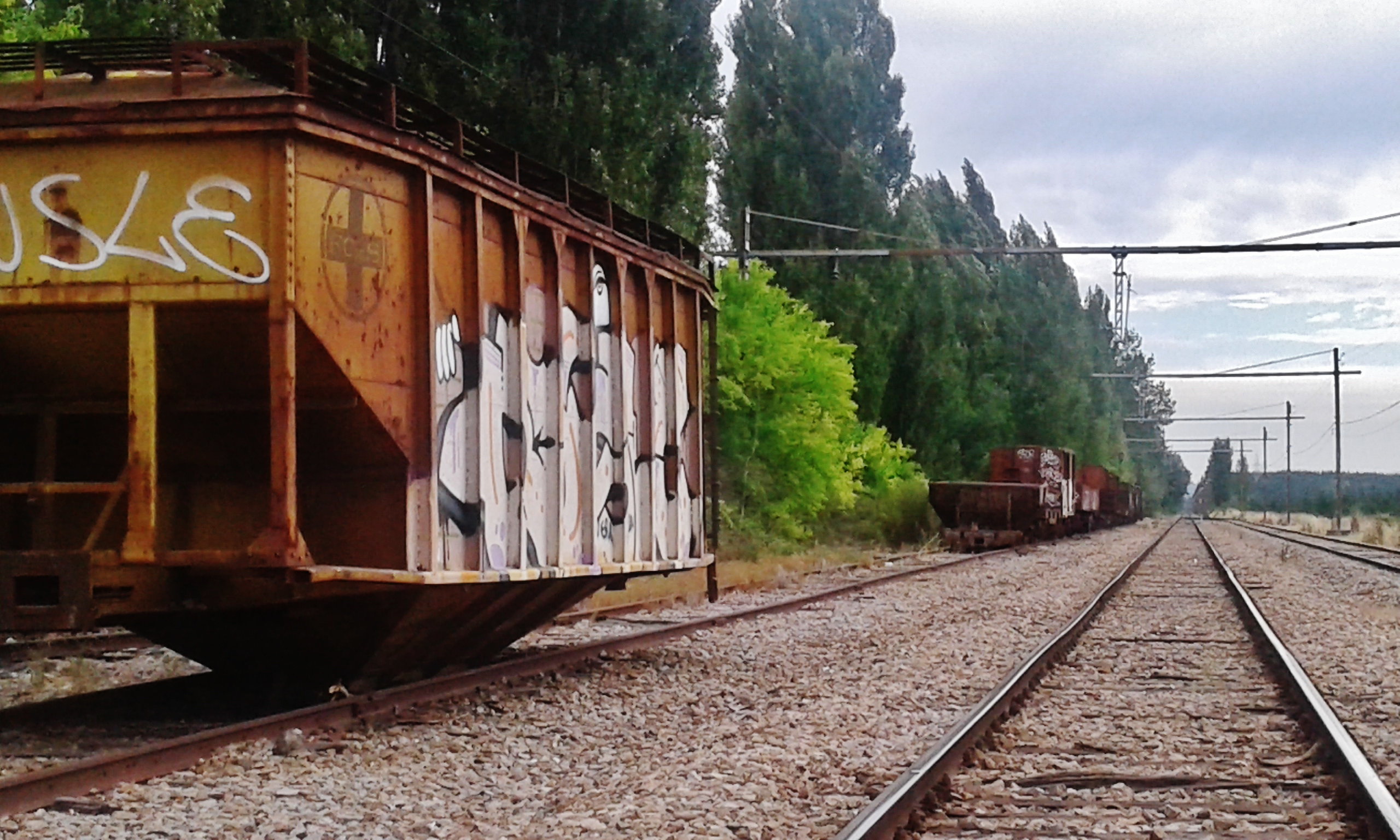
Macchinari ferroviari in disuso, nella stazione ferroviaria della città.